# Фавста
Фла́вія Ма́ксима Фа́вста (Фа́уста) (лат. Flavia Maxima Fausta; 289, Ррим — 326) — римська матрона IV століття, що носила титул августи. Була дружиною римського імператора Костянтина Великого, донькою імператора Максиміана, сестрою імператора Максенція та матір'ю імператорів Костянтина II, Констанція II й Константа. Страчена власним чоловіком у 326 році за обвинуваченням у любовних стосунках зі своїм пасинком Криспом.

## Життєпис
Її батьками були римський імператор Максиміан та його дружина Євтропія.  
У 305 році в системі римської влади сталася криза, спричинена добровільним зреченням з посади імператорів двох Августів: Діоклетіана та Максиміана (батька Фавсти). Впродовж наступних років багато претендентів на престол проголошували себе імператорами, борючись між собою за владу. Ця серія конфліктів, що охопила імперію дістала назву Громадянських війн Тетрархії. 
У 307 ррооці задля зміцнення міждинастійних стосунків Максиміан видав Фавсту за одного з претендентів на престол — Констянтина, що до того залишив свою першу дружину Мінервіну. Подружжя жило в місті Августа-Треверорум (теперішній Трір, Німеччина), що було фактичною столицею підконтрольної Костянтину території імперії. 
Ще за рік до того брат Фавсти Максенцій теж проголосив себе імператором. Але оскільки його влада не була визнана іншими претендентами на престол, він вирішив викликати з відставки свого батька Максиміана, який охоче погодився на це. Незабаром взаємини між батьком та сином стали настільки поганими, що Максиміан був змушений тікати до свого зятя Костянтина. 
Перебуваючи під покровительством Костянтина, у 310 році Максиміан вирішив вчинити проти нього заколот. Дочекавшись походу свого зятя проти германців, Максиміан розпустив чутки про його смерть і втретє оголосив себе імператором. Але тільки-но Костянтин дізнався про цей вчинок, він швидко повернувся  та обложив Массілію (теперішній Марсель), де забарикадувався Максиміан. Відомо, що в розкритті заколоту велика роль належала Фавсті, що ставши на бік чоловіка, розповіла йому про наміри батька. Зрештою, Максиміан, який перебував у полоні Костянтина, скоїв самогубство. 
У 311 під приводом помсти за батька Максенцій наказав знищити статуї імператора Костянтина в Римі і почав готувати проти нього похід. Але Костянтин випередив Максенція, рушивши на Рим зі своїх володінь на Заході імперії. Костянтин швидко дістався Італії, де здобув декілька важливих перемог, а Максенцій залишився в Римі та обрав тактику очікування. Втім, уже 312 року Костянтин підійшов до Риму, де завдав Максенцію нищівної поразки в битві при Мульвійському мості — тіло Максенція було виловлено з Тибру та обезголовлене. Отож, завдяки чоловіку Фавсти було вбито її батька та брата. 

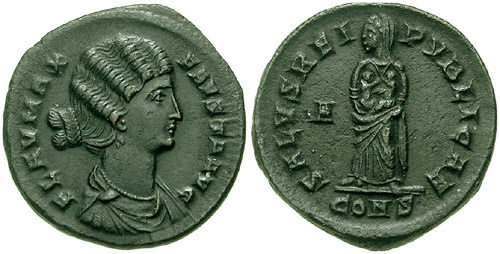
Зображення Фавсти в образі римської богині Салюс, що тримає своїх двох синів: Костянтина II та Констанція II

Фавста була присутня у 313 в Медіолані (теперішній Мілан) при оголошенні едикту віротерпимості імператорів Костянтина та Ліцинія. Ймовірно, сама вона була християнкою, оскільки в цьому ж році Фавста надала власний палац у Римі для проведення засідання місцевого єпископального синоду. Хоча Костянтин дуже любив власну дружину, вона мало впливала на його політику. Після здобуття одноосібної влади 324 року Костянтин надав Фавсті титул Августи. Відтоді вона мешкала у місті Візантій — майбутньому Константинополі.

### Страта
Страчена в 326 за наказом свого чоловіка Костянтина. За декілька місяців до цього Костянтин стратив і свого сина від першого шлюбу Криспа. Точна причина цих вчинків й досі є предметом дискусій з-поміж істориків. За найпоширенішою версією, Фавста була закохана в свого пасинка, але була відкинута ним, тому вона звинуватила Криспа в домаганні до себе. Крисп носив титул цезаря, був успішним генералом та як старший син розглядався найімовірнішим кандидатом на успадкування престолу. До того ж, смерть Криспа розчищала шлях до успадкування влади рідним синам Фавсти. Проте, тільки-но мати Костянтина, Олена, виказала невдоволення вбивством онука, Фавста була страчена шляхом занурення в киплячу ванну.
За іншим, менш популярним, припущенням, Крисп і Фавста перебували в інтимних стосунках, про які невдовзі дізнався Костянтин. Він одразу вирішив стратити свого сина, але оскільки на той момент Фавста була вагітною, її було страчено тільки після народження дитини. На обох Фавсту та Криспа було накладено прокляття пам'яті, що полягало в знищенні їхніх імен з офіційних документів та пам'яток. Але оскільки в 355 або 366 році майбутній імператор Юліан у свому панегірику до Констанція II згадував про такі чесноти Фавсти, як краса, благородність та доброчесність, прокляття пам'яті щодо неї на той момент могло бути вже скасоване.

## Родина
Чоловік — Костянтин I Великий, імператор у 306—337 роках. Подружжя мало шістьох спільних дітей:
- Костянтин (316—340) — римський імператор у 337—340 роках
- Констанцій (317—361) — римський імператор у 337—361 роках
- Констант (320—350) — римський імператор у 337—350 роках
- Костянтина (318—354)
- Олена Молодша (325—360)
- Фавста

## Зауваги
1. ↑  За аналогією з написанням імен християнських святих Фавста[4] та Фавсти[5], а також згідно з Правописом—2019 (§ 131)